# Brägel
Brägel ist eine von Jürgen Löhle geschaffene Kunstfigur. Sie ist Hauptperson einer Glosse rund um den Radsport, die monatlich unter der Rubrik Radschlag im Radsport-Magazin Tour erscheint.
Brägel ist ein typischer Antiheld; als etwas übergewichtig und nicht mehr der Jüngste beschrieben, entspricht er so gar nicht dem Ideal eines Radsportlers. U. a. mit dem Stilmittel der Ironie nimmt Jürgen Löhle die kleinen Neurosen einiger Hobby-Radsportler aufs Korn und persifliert mitunter die gesamte Radsportszene. Dabei entdeckt der Leser den Brägel in sich.
In Radsportkreisen haben sich der Brägel sowie das davon abgeleitete brägeln inzwischen zum geflügelten Wort entwickelt. So bezeichnet man beispielsweise unqualifizierte Äußerungen als brägeln. Ein Brägel sucht etwa die Gründe für das Scheitern eines Ausreißversuches auf gar keinen Fall bei sich selbst. Den Brägel findet man zumeist im Windschatten auch wenn sich dies in seinen Erzählungen etwas anders anhört.
Brägel ist außerdem eine aus dem Schwarzwald stammende Bezeichnung für Rösti.